# Pokr Masrik
Pokr Masrik là một đô thị thuộc tỉnh Gegharkunik, Armenia. Dân số ước tính năm 2011 là 867 người.